# Dominique Thibault
Pour les articles homonymes, voir Thibault.
Dominique Thibault (née le 26 août 1988 à L'Orignal dans la province d'Ontario, Canada) est une joueuse canadienne de hockey sur glace.

## Carrière en club
Thibault commence à jouer au hockey dès l'âge de 5 ans avec ses deux sœurs Andréanne et Karine. Avec sa sœur Andréanne, elle aide l'équipe de son école, l'École secondaire régionale de Hawkesbury, à remporter les Jeux d'hiver de l'Ontario, en 2003. Puis, elle aide l'Équipe Ontario Rouge à remporter l'or aux Jeux du Canada d'hiver (en 2005). Elle est nommée la recrue collégiale AA de l'année 2005 et joueuse MVP des Championnats nationaux juniors canadiens de 2006 .
Adolescente, Thibault pratique également l'athlétisme. Elle remporte deux médailles d’or aux lancers du poids et du disque aux Championnats de l’est de l'Ontario de 2005 et une médaille d'argent aux Jeux du Canada d'été de 2006

### NCAA
Au niveau universitaire, elle évolue trois saisons (de 2006 à 2009) pour les Huskies du Connecticut dans la conférence Hockey East. À sa première saison universitaire, elle est l'une des joueuses de la NCAA à marquer le plus de buts en désavantage numérique dans la saison. Elle a également l'occasion de jouer contre sa sœur Andréanne Thibault qui est membre des Mavericks de Minnesota State University. À sa dernière saison, en 2009-10, Dominique Thibault change d'université et joue pour les Golden Knights de Clarkson, Dans sa nouvelle équipe, elle est meneuse à l'attaque avec 40 points (21 buts et 19 mentions d'aide) en 39 matchs. Elle aide les Golden Kignts à se qualifier pour les séries éliminatoires du championnat de la conférence ECAC (pour la deuxième fois seulement dans l'histoire du club) et pour leur première apparition à vie dans les finales nationales NCAA .
Thibault est nommée à chaque saison sur l'une des équipes d'étoiles des conférences Hockey East ou ECAC Hockey. De plus, elle a la chance de jouer quelques matchs contre l'Équipe nationale des États-Unis.

### LCHF
En 2010-11, elle se joint aux Stars de Montréal dans la Ligue canadienne de hockey féminin (LCHF). Elle participe à la conquête du championnat de ligue et de la Coupe Clarkson en marquant plusieurs buts importants, entre autres, lors des séries éliminatoires de fin de saison (3 buts en 4 matchs). Dans le match de la finale de la coupe Clarkson, elle marque un but et est nommée la première étoile du match.
Lors de la saison 2011-12, Thibault ne joue que 7 matchs, et ce, à cause de son travail professionnel hors glace. Lors de ses 7 matchs, elle marque 3 buts et récolte 3 mentions d'assistance pour un total de 6 points. Libérée de ses obligations professionnelles, elle peut participer au tournoi de la Coupe Clarkson 2012. Thibault contribue alors à la conquête de la Coupe par les Stars avec un but lors du match contre les Blades de Boston

## Carrière internationale
De 2006 à 2009, Thibault joue plusieurs matchs pour l'équipe nationale canadienne des moins de 22 ans. Lors du Tournoi de la Coupe Air Canada 2007, elle marque un but déterminant en finale pour procurer l'Or aux Canadiennes U-22. Elle remporte également une médaille d'argent à la Coupe des nations MLP 2009, tenue à Ravensburg, en Allemagne,

## Carrière comme entraîneur
Thibault enseigne le hockey aux jeunes dans un programme sport-études.

## Statistiques
Pour les significations des abréviations, voir Statistiques du hockey sur glace.
| Saison    | Équipe                     | Ligue |    | PJ | B  | A  | Pts | Pun |
| 2006-2007 | Huskies du Connecticut     | NCAA  | 33 | 14 | 11 | 25 | 32  |     |
| 2007-2008 | Huskies du Connecticut     | NCAA  | 33 | 24 | 25 | 49 | 18  |     |
| 2008-2009 | Huskies du Connecticut     | NCAA  | 33 | 24 | 14 | 38 | 18  |     |
| 2009-2010 | Golden Knights de Clarkson | NCAA  | 39 | 21 | 19 | 40 |     |     |
| 2010-2011 | Stars de Montréal          | LCHF  | 20 | 7  | 8  | 15 | 12  |     |
| 2011-2012 | Stars de Montréal          | LCHF  | 7  | 3  | 3  | 6  | 6   |     |

## Honneurs et distinctions individuelles
- Connue des supporteurs de hockey comme l'une des compétitrices de La Série Montréal-Québec 2011 télévisée sur TVA[17]
- championne de la Coupe Clarkson (2011)
- Élue sur la troisième équipe d'étoiles de la conférence ECAC (2010)
- Élue dans la deuxième équipe d'étoiles 2009 All-Hockey East
- Élue dans la première équipe d'étoiles ECAC de 2009
- Élue joueuse de l'année Hockey East (2007-08)[18]
- Élue dans la première équipe d'étoiles de la Hockey East (2007-08)[19]
- Élue dans la première équipe d'étoiles All-Americain 2008[19]
- Élue dans la deuxième équipe d'étoiles All-Americain (en 2007, 2009 et 2010)
- Élue membre de l'équipe d'étoiles des recrues Hockey East All-Rookie de 2006-07

## Patinage de descente extrême
Dominique Thibault a également participé à différentes épreuves de Red Bull Crashed Ice. Elle s'est imposée à Québec en mars 2013,.